# 卡斯縣 (愛阿華州)
卡斯县（英語：Cass County）是美国艾奧瓦州西部的一個縣，面積1,463平方公里。根據2020年美國人口普查，共有人口13,127人。縣治大西洋鎮（Atlantic）。該縣成立於1851年，縣政府成立於1853年。縣名以密西根州的聯邦參議員刘易斯·卡斯（Lewis Cass）命名。